# ロムカセット

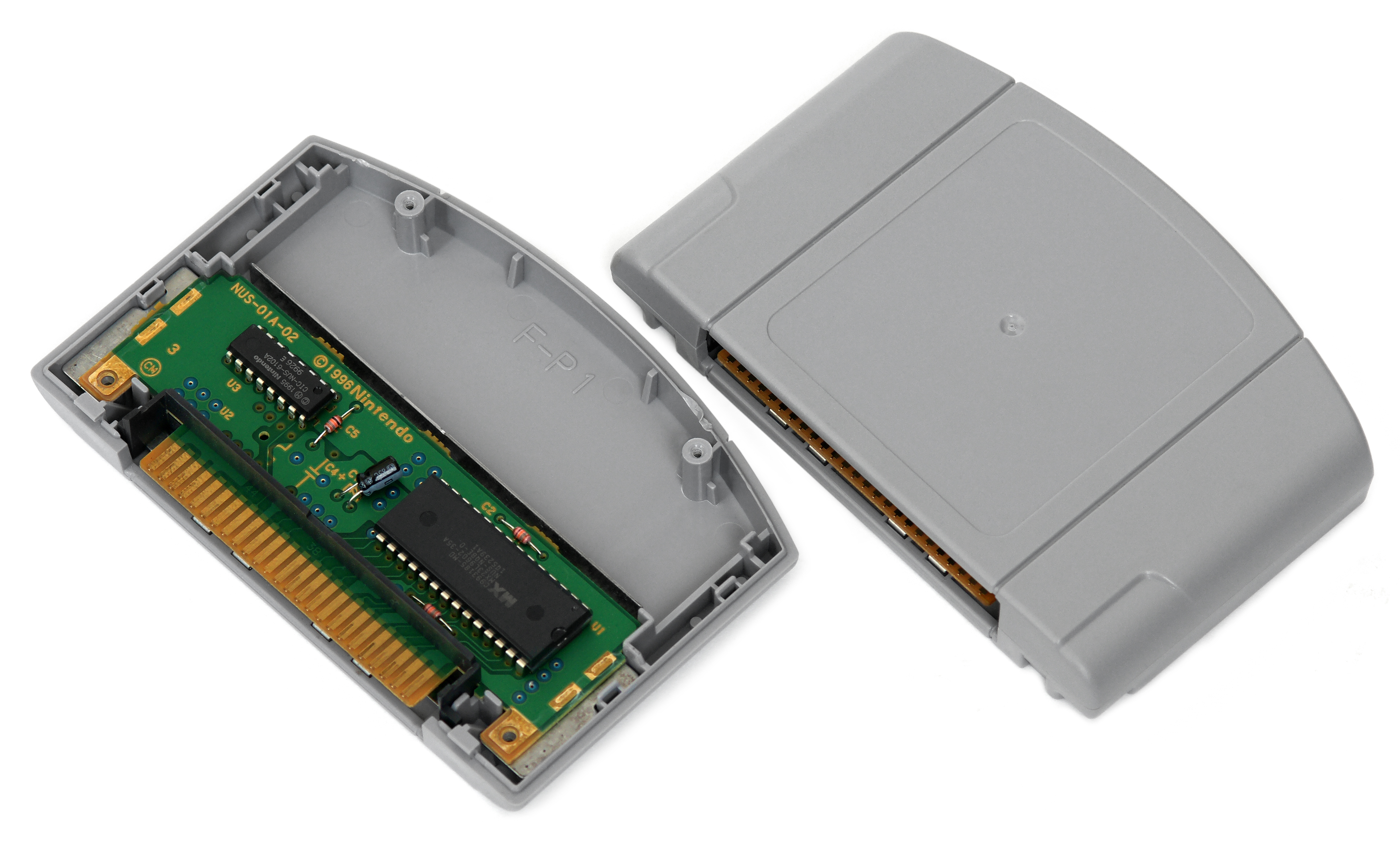
ロムカセットの内部
NINTENDO 64用ロムカセットの内部。緑色の部分がコンピュータプログラムの収められたROMと、そのROMをエッジ・コネクタ（接続端子）へと配線した基板である。灰色の部分は、内部電子回路を保護するためのケースで、内容物の判る意匠の凝らされたパッケージとなっている。ここでは内部構造を示すためにパッケージを外しているが、通常は外されて利用されることはない。また、外部中央のゲームタイトルが書かれたステッカーは外されている。

ロムカセット（英: ROM cartridge）は、ROM（主にマスクROM）等の取り付けられた基板を内蔵した通常プラスチック製の箱（パッケージ）で、ゲーム専用機、ホビーパソコン、電子楽器などに接続してソフトウェアを提供したり、機能を拡張するために用いられる交換可能な部品のことである。

## 概要
「ロムカセット」は和製英語で、日本国内ではファミリーコンピュータを始めとするゲーム機のメーカーの多くがこの呼称を採用したことから広まった。英語では「ROM cartridge (ロムカートリッジ)」と呼び、単に「cartridge (カートリッジ)」、あるいは「cart (カート)」と略して呼ばれる場合もある。パッケージが小型化・薄型化されカード状メディアとなったものは「ロムカセット」とは呼ばれず、メーカーによって「ゲームカード」などと呼称されることが多いが、これらも構造上・分類上はカートリッジ方式であることに変わりはないため本項目にて解説する。
代表的な用途としてゲーム専用機用のソフトウェア（ゲームソフト）があるが、その他の電子機器の機能を拡張する用途などにも広く利用されている。

## ゲーム用途
第一世代ゲーム機と呼ばれる最初期に登場したゲーム機は本体にあらかじめ収録（内蔵）されたゲームしか遊ぶことはできなかった。1970年代後半から登場した第二世代ゲーム機の多くは、ロムカセットを採用することでゲームプログラム（これを実現する物理的な電子回路）を外付け入力し、またこれを交換することによって、1台のゲーム機でも、いくつものゲームソフトを遊ぶことが可能となった。
世界で初めてロムカセットを搭載したゲーム機は、1976年にフェアチャイルドセミコンダクターが発売した「フェアチャイルド・チャンネルF」である。開発者の一人であるジェリー・ローソンはこののち「ビデオゲームカートリッジの父」と呼ばれ、国際ゲーム開発者協会から2011年に表彰されている。
1990年代中頃以降に登場した第五世代ゲーム機の頃からはゲームソフトの供給媒体としてはCD-ROMを初めとするディスクメディアが主流になり、特に据え置き型（家庭用）ゲーム機ではロムカセットを採用したものはほとんどなくなっている。一方、携帯ゲーム機においては様々な要因によって現在もロムカセットが主流であり、ディスクメディアを採用したゲーム機は普及していない。

## ロムカセットを使用した主なゲームハード
※メディア名はそれぞれのメーカーによって様々な呼称が採用されている。「ロムカセット」以外の呼称を採用したものは、カッコ内にその呼称を記載。

### 家庭用
- Atari 2600
- Atari Lynx（専用ROMカード）
- Atari Jaguar
- コレコビジョン
- TV JACK
- アルカディア
- 光速船
- インテレビジョン
- カセットビジョン、スーパーカセットビジョン
- マイビジョン
- TVボーイ
- PV-1000
- オセロマルチビジョン
- ファミリーコンピュータ（日本国外では「Game Pak」の呼称も用いられた）
- スーパーファミコン
- NINTENDO 64
- バーチャルボーイ（バーチャルボーイ専用カートリッジ）
- ゲームボーイ（ゲームボーイ用カートリッジ（英語版））
- ゲームボーイアドバンス（ゲームボーイアドバンス専用カートリッジ）
- ニンテンドーDS（DSカード）
- ニンテンドー3DS（3DSカード）
- Nintendo Switch（ゲームカード）
- Nintendo Switch 2（ゲームカード）
- PCエンジン (HuCARD)
- SG-1000、SG-1000II ※カード状の物もある。（セガマイカード）
- セガ・マークIII、マスターシステム ※カード状の物もある。（セガマイカード、セガマイカードマークIII）
- メガドライブ、スーパー32X ※メガアダプタ装着時に使用できるソフトに、カード状の物もある。（セガマイカードマークIII）
- ゲームギア
- セガサターン ※ロムカセットのみで供給されたゲームタイトルはないが、CD-ROMとロムカセットを併用するソフトが2本存在する。（アドバンスドROMシステム）
- キッズコンピュータ・ピコ
- ルーピー
- ネオジオ（ゲームカートリッジ）
- ネオジオポケット（ネオジオポケット専用ソフトカセット）
- ワンダースワン（ワンダースワンカートリッジ）
- PlayStation Vita（Vitaカード）※店頭でのゲーム販売媒体としてPlayStationシリーズとしては初となるカートリッジ式メディアの「ゲームカード」を採用、タイトルによってはフラッシュメモリも内蔵される。

### アーケード
- MVS
- メガシステム32
- F3システム（F3パッケージシステム）
- G-NET（G-NETカード）
- CPシステムII
- スーパーカネコノバシステム
- Aleck64
- PGMシステム
- ST-V
- NAOMI
- ATOMISWAVE
- eX-BOARD

## ロムカセットを使用した主なパソコン
- MSX、MSX2、MSX2+、MSXturboR※カード状の物もある。 (BEE CARD)
- PC-6001、PC-6601
- VIC-1001
- マックスマシーン
- M5
- ぴゅう太
- RX-78
- PV-2000
- SC-3000※上記SG-1000/IIと互換のハードのため、カード状の物もある。（セガマイカード）
- X1 twin (HuCARD) ※PCエンジンソフトのみ

## 大きさ

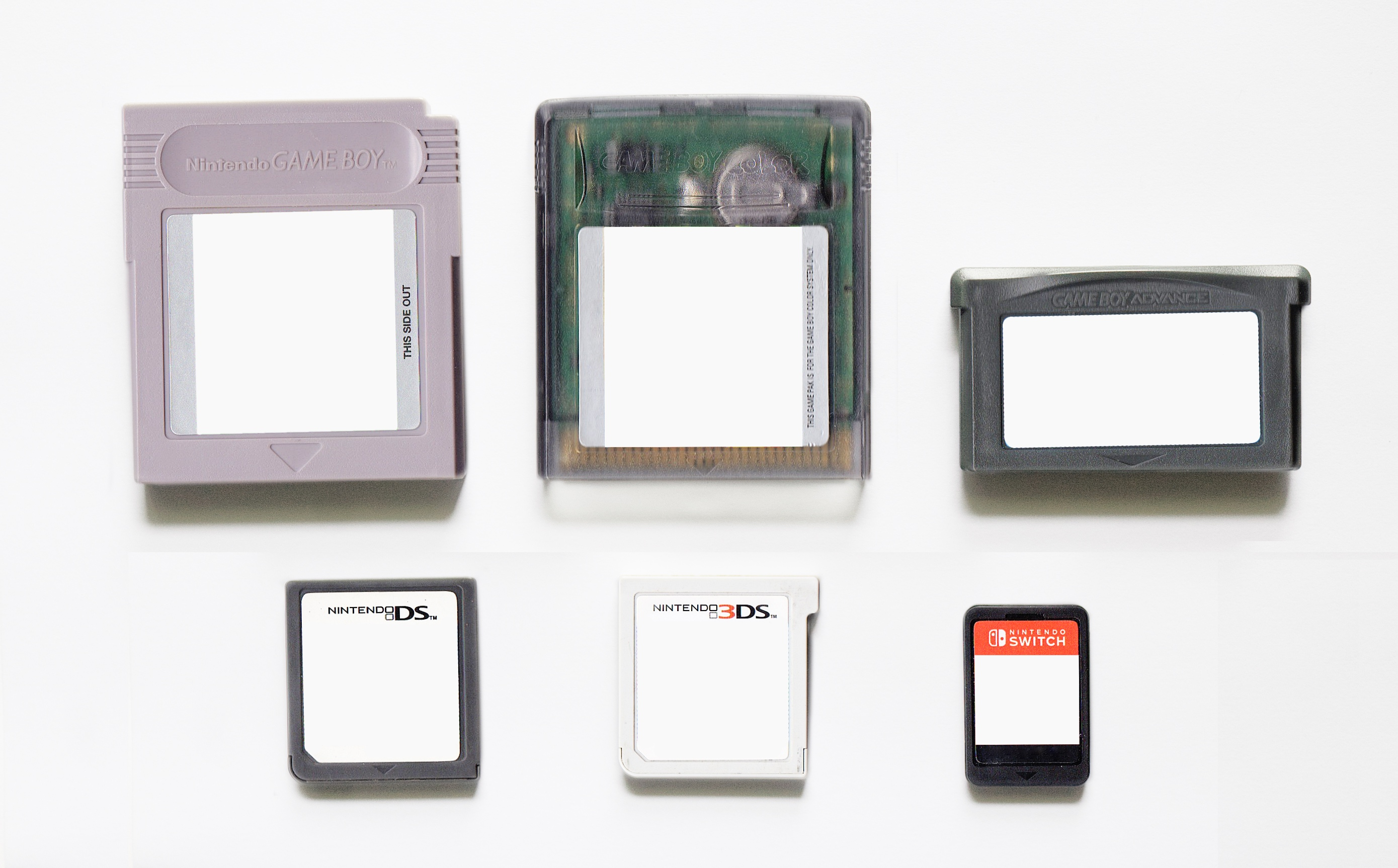
携帯ゲーム機のカートリッジの大きさ（任天堂）。

ロムカセットの体積（大きさ）は半導体技術の進歩により、小さくなる傾向がある。例えば任天堂のゲーム機の場合では、NINTENDO 64用ロムカセットはスーパーファミコン用ロムカセットより体積が一回り小さい。また、携帯ゲーム機でもゲームボーイ→ゲームボーイアドバンスとハードが代替わりするにつれ体積がどんどん小さくなってきており、ニンテンドーDSでは、CFカード並の体積にまでなっている。